# Republikánská strana Arménie
Republikánská strana Arménie (arménsky Հայաստանի Հանրապետական Կուսակցություն, Hajastani Hanrapetakan Kusaktsutjun, zkráceně HHK) je arménská pravicová národně-konzervativní politická strana, vládní v letech 1995–2018. Ve volbách v roce 2018 se poprvé od svého založení nedostala do parlamentu. Po volbách v roce 2021 se opět dostala do parlamentu jako opoziční strana. Strana je členem-pozorovatelem Evropské lidové strany. K roku 2008 měla 140 000 členů.
Strana vznikla v dubnu 1990 odtržením od Unie pro národní sebeurčení a zaregistrována byla v květnu 1991. Jedná se tak o první založenou a zaregistrovanou stranu v Arménii. Jejím zakladatelem a předsedou je Serž Sargsjan, který byl v letech 2008–2018 prezidentem. Od roku 2018 je místopředsedou Vigen Sargsjan.
Časopis The Economist popsal stranu jako „typickou postsovětskou stranu moci, jejímiž členy jsou především vysocí státní úředníci, státní zaměstnanci a bohatí podnikatelé závislí na vládních konexích“. Podle řady politických komentátorů postrádá strana politickou ideologii.

## Volební výsledky

### Parlamentní volby
| Volby | Počet hlasů | Hlasy v % | Změna  | Mandátů | Změna | Pozice              |
| ----- | ----------- | --------- | ------ | ------- | ----- | ------------------- |
| 1995  | 329 000     | 43,9      | ▬      | 1/190   | ▬     | vláda               |
| 1999  | 448 133     | 41,3      | ▼ 2,6  | 24/131  | ▲ 23  | vláda               |
| 2003  | 278 712     | 23,7      | ▼ 17,6 | 33/131  | ▲ 9   | vláda               |
| 2007  | 458 258     | 33,9      | ▲ 10,2 | 64/131  | ▲ 31  | vláda               |
| 2012  | 664 440     | 44,0      | ▲ 10,1 | 69/131  | ▲ 5   | vláda               |
| 2017  | 771 247     | 49,2      | ▲ 5,2  | 58/105  | ▼ 11  | vláda (2017–2018)   |
| 2017  | 771 247     | 49,2      | ▲ 5,2  | 58/105  | ▼ 11  | opozice (2018–2019) |
| 2018  | 59 059      | 4,7       | ▼ 44,5 | 0/132   | ▼ 58  | mimoparlamentní     |
| 2019  | 66 650      | 5,2       | ▲ 0,5  | 4/107   | ▲ 4   | opozice             |

### Prezidentské volby
| Volby | Kandidát                    | Počet hlasů                 | Počet %                     | Výsledek                    |
| ----- | --------------------------- | --------------------------- | --------------------------- | --------------------------- |
| 1999  | Ašot Navasardjan            | 2 016                       | 0,16                        | nezvolen                    |
| 2003  | podpořila Roberta Kočarjana | podpořila Roberta Kočarjana | podpořila Roberta Kočarjana | podpořila Roberta Kočarjana |
| 2008  | Serž Sargsjan               | 862 369                     | 52,82                       | zvolen                      |
| 2013  | Serž Sargsjan               | 861 160                     | 58,64                       | zvolen                      |